# Pancovia floribunda
Pancovia floribunda är en kinesträdsväxtart som beskrevs av François Pellegrin. Pancovia floribunda ingår i släktet Pancovia och familjen kinesträdsväxter. Inga underarter finns listade i Catalogue of Life.